# Micrastur mirandollei
Micrastur mirandollei là một loài chim trong họ Falconidae.